# Ezra Meeker
Ezra Manning Meeker (Huntsville, 29 dicembre 1830 – Frye Hotel, 3 dicembre 1928) è stato un esploratore statunitense.
Figlio di Jacob Meeker (1804-1869) e di Phoebe Baker (1801-1854), nacque nella contea di Butler, in Ohio. Nel 1839 la famiglia Meeker si trasferì a Indianapolis, ove rimediò un lavoro da apprendista tipografo all'Indianapolis Journal.
In questa veste conobbe il celebre pastore Henry Ward Beecher, che accettò di sovvenzionare il giornale su richiesta del piccolo Meeker.
Nel 1851 sposò Eliza Jane Sumner, insieme alla quale decise di raggiungere la Oregon Trail, la celebre pista per emigranti, per fare fortuna. Nel 1852 la famigliola raggiunse Kalama, lungo il fiume Columbia.
Nel 1853 Ezra ed Oliver Meeker, suo fratello, raggiunsero l'isola di McNeil e vi fondarono un insediamento. Nel 1855 Ezra, Oliver e Jacob Meeker fondarono una società di spedizioni commerciali fluviali, ma Oliver perse la vita in una di queste, cosicché la società fu destinata a fallire.
Avendo perso la residenza sull'isola, Meeker si trasferì nella Puyallup Valley e vi occupò un lotto di terreno demaniale per la sopravvivenza. Presto decise di coltivare luppolo insieme al padre Jacob per produrre alcolici, attività che riportò in attivo i conti di famiglia.
Negli anni '80 del XIX secolo Meeker raggiunse addirittura l'Inghilterra per smerciare la sua bevanda alcolica e fu ricevuto dalla regina Vittoria del Regno Unito.
Nel frattempo partecipò alla fondazione della cittadina di Puyallup e ne fu sindaco dall'agosto del 1890 al gennaio del 1891.
Col tempo le tecniche di coltivazione di Meeker divennero obsolete e Meeker fu costretto a ripercorrere a ritroso l'Oregon Trail (1905) con un carro trainato da buoi nel tentativo di guadagnare notorietà e rivalorizzare l'antica pista dei pionieri.
L'impresa riuscì alla perfezione e Meeker fu incontrato da Theodore Roosevelt, che se ne congratulò con lui. Roosevelt inoltre propose al Congresso di raccogliere fondi per aiutare il vecchio pioniere e rivalorizzare la pista.
L'esploratore, ormai molto vecchio, si appassionò all'aeronautica e nel 1924 arrivò a percorrere la Oregon Trail in aeroplano (precedentemente aveva utilizzato un treno e un'automobile).
Nel 1909 Eliza Jane Sumner morì e Meeker vendette le sue vaste proprietà. Nel 1922 fondò la Old Oregon Trail Association e nel 1926 gli fu dedicato un grosso monumento, simbolo dell'età d'oro dei pionieri.
Morì a 97 anni il 9 dicembre 1928, dopo aver da poco avviato una collaborazione con Henry Ford in qualità di testimonial.